# Saint-Germain-des-Champs
Saint-Germain-des-Champs este o comună în departamentul Yonne, Franța. În 2009 avea o populație de 387 de locuitori.

## Evoluția populației
| An        | 1975 | 1982 | 1990 | 1999 | 2006 | 2009 |
| --------- | ---- | ---- | ---- | ---- | ---- | ---- |
| Populație | 503  | 450  | 434  | 395  | 382  | 387  |